# Barragem do Chança

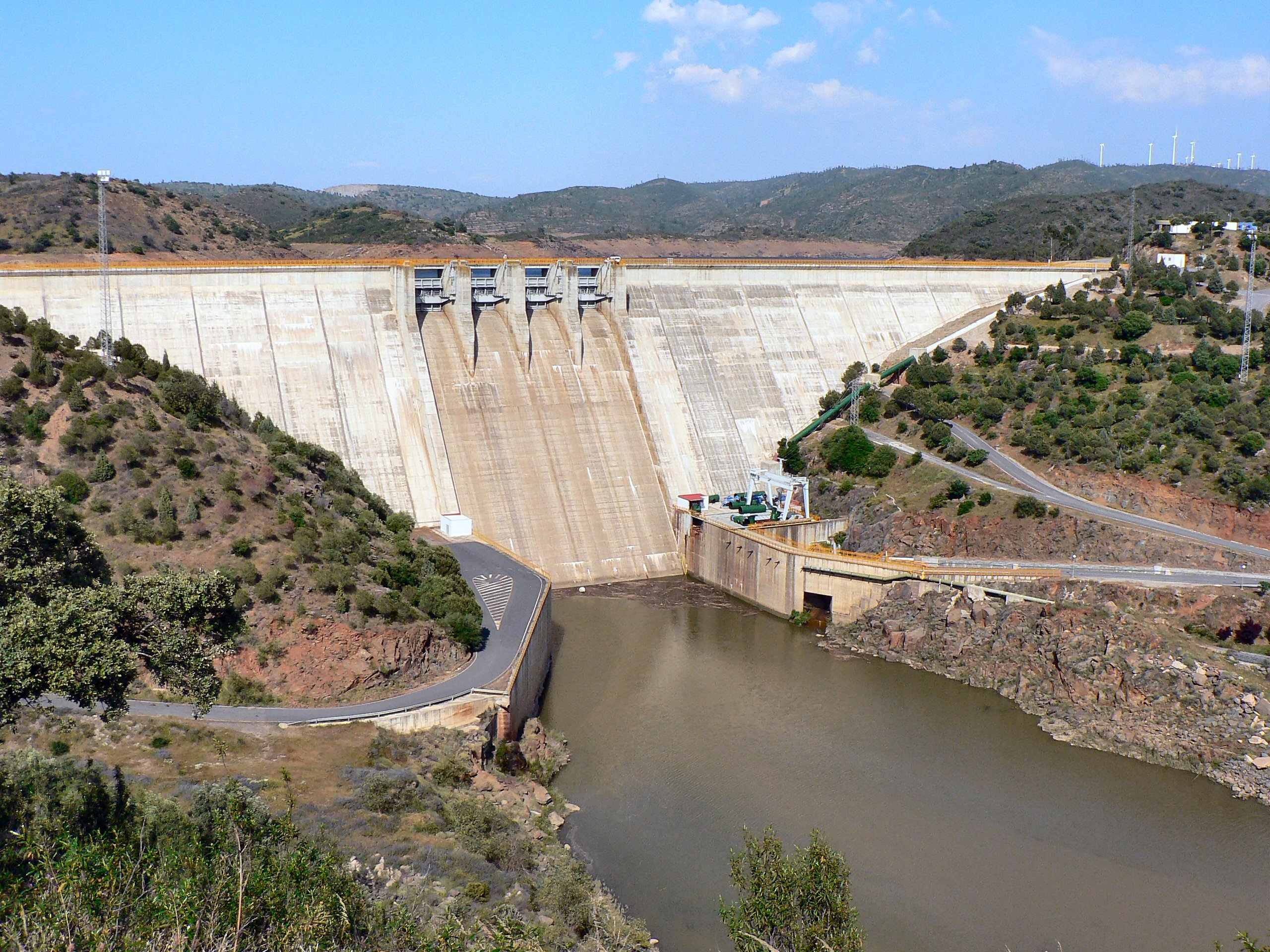
A barragem espanhola do Chança encontra-se imediatamente a sul do Pomarão

A Barragem do Chança (em castelhano: Embalse del Chanza) é uma barragem construída no curso internacional do Chança, último grande afluente da margem esquerda do Guadiana. A barragem situa-se imediatamente a nordeste da povoação portuguesa do Pomarão.
A construção da barragem começou em 1979, tendo as obras ficado concluídas em 1985, ano de início da exploração. Trata-se de uma barragem do tipo gravidade, que cria uma queda de 50 m e tem um comprimento no coroamento de 338 m, à cota 66.
A barragem, com uma capacidade de armazenamento de 341,38 hm3, utilizada para abastecimento de água e produção de energia hidroelétrica. Em anos de seca grave, as cidades de Ceuta e Cádis já foram abastecidas por esta barragem.

## Canal del Granado

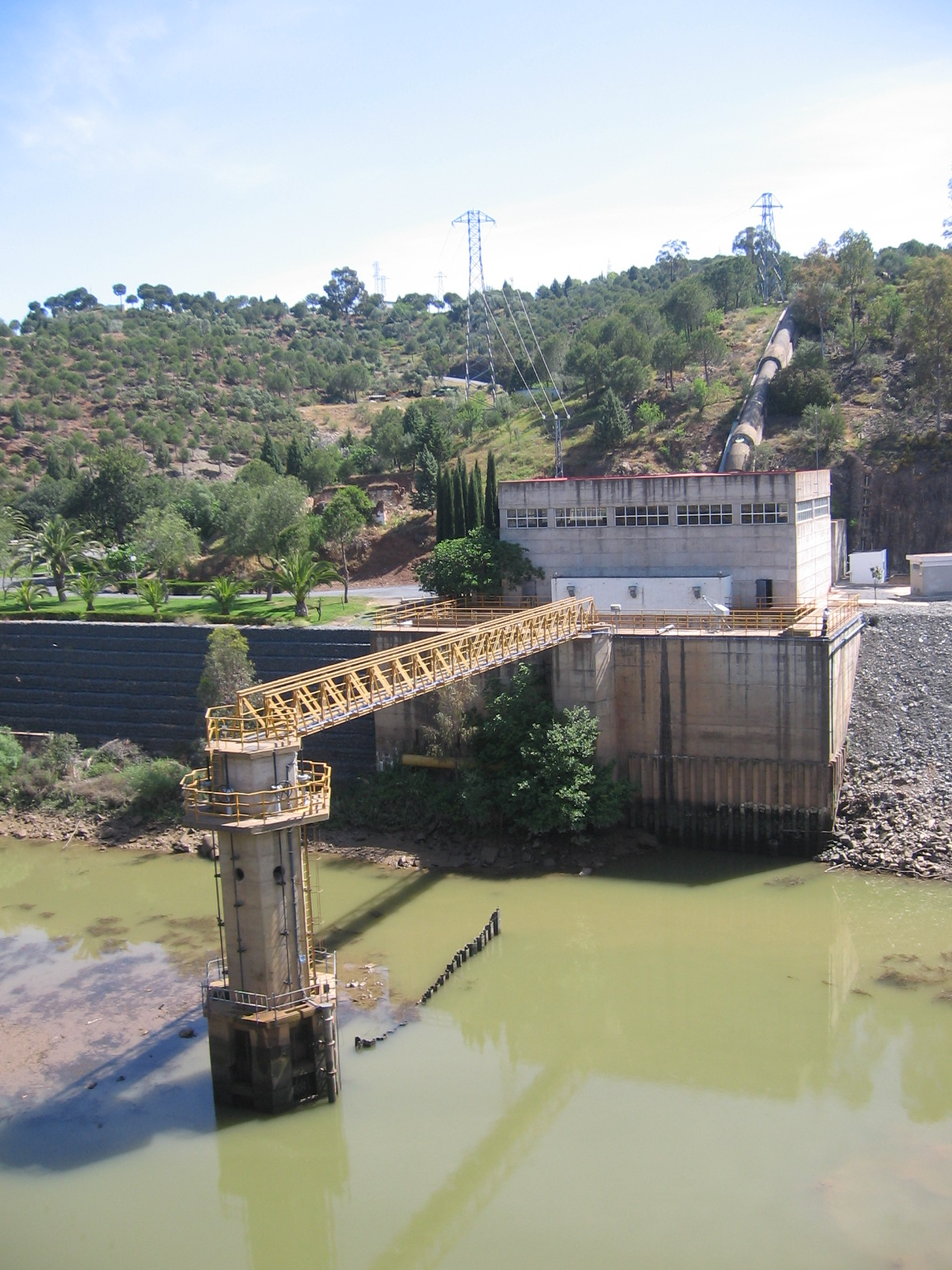
Estação de bombagem de Bocachanza

O canal foi construído no âmbito do projeto de abastecimento de água à zona industrial de Huelva, sendo anterior à construção da barragem do Chança. No início, o canal era alimentado directamente a partir do Guadiana pela estação de bombagem de água de Bocachanza. A água assim captada constituiu um dos principais pilares do desenvolvimento da indústria química de Huelva e dos milhares de hectares de regadio da zona costeira, possibilitando a cultura de morangos e citrinos.
Com a construção de grandes barragens a montante de Badajoz, a chegada de água do mar tornou-se cada vez mais frequente, tendo sido decidido em 1975 construir a barragem. A estação de bombagem no rio e na barragem passaram a designar-se Complexo do Chança (Complejo del Chanza).